# Pelhřimov (Cheb)
Pelhřimov (německy Pilmersreuth) je osada, část města Cheb ve stejnojmenném okrese v Karlovarském kraji. Nachází se asi tři kilometry jihozápadně od Chebu. Pelhřimov leží v katastrálním území Dolní Pelhřimov o rozloze 6,96 km².

## Historie
První písemná zmínka o vesnici pochází z roku 1294.

## Obyvatelstvo
Při sčítání lidu v roce 1921 zde žilo 430 obyvatel (včetně místních osad Kreuzenstein a Kunreuth), z nichž bylo 420 Němců a deset cizozemců. K římskokatolické církvi se hlásilo 426 obyvatel, čtyři k evangelické.
| Rok            | 1869 | 1880 | 1890 | 1900 | 1910 | 1921 | 1930 | 1950 | 1961 | 1970 | 1980 | 1991 | 2001 | 2011 | 2021 |
| -------------- | ---- | ---- | ---- | ---- | ---- | ---- | ---- | ---- | ---- | ---- | ---- | ---- | ---- | ---- | ---- |
| Počet obyvatel | 321  | 275  | 253  | 242  | 254  | 234  | 229  | 117  | 55   | 66   | 55   | 49   | 61   | 78   | 95   |
| Počet domů     | 50   | 49   | 49   | 36   | 38   | 44   | 47   | 39   | 8    | 8    | 11   | 11   | 12   | 21   | 26   |

## Obecní správa
Při sčítání lidu v letech 1880–1960 Pelhřimov byl samostatnou obcí v okrese Cheb. Od 1. dubna 1980 je částí města Cheb ve stejnojmenném okrese. V letech 1880–1960 k obci patřily Horní Hraničná a Podhoří.
Dolní Pelhřimov: Při sčítání lidu v letech 1850–1879 Dolní Pelhřimov byl samostatnou obcí v okrese Cheb. V letech 1880–1960 byl osadou obce Pelhřimov v okrese Cheb.
V letech 1961–1975 byl částí obce Háje v okrese Cheb. Od 1. ledna 1976 do 31. března 1980 byl částí města Cheb ve stejnojmenném okrese. V letech 1850–1879 k obci patřily Horní Hraničná a Podhoří.
Horní Pelhřimov: Při sčítání lidu v letech 1850–1879 Horní Pelhřimov byl osadou obce Dolní Pelhřimov v okrese Cheb. V letech 1880–1960 byl osadou obce Pelhřimov v okrese Cheb.
V letech 1961–1975 byl částí obce Háje v okrese Cheb. Od 1. ledna 1976 do 29. února 1980 byl částí města Cheb ve stejnojmenném okrese. Evidenční část obce byl zrušen 1. března 1980.

## Pamětihodnosti
- Bismarckova rozhledna na Zelené hoře
- památník obětem první světové války
- pietní místo v místech zbořeného kostela svaté Anny